# Президентские выборы в Финляндии (2024)
Президентские выборы в Финляндии, в которых граждане страны избирали Президента Республики на 6-летний срок, прошли 28 января 2024 года (первый тур); во второй тур вышли бывший премьер Александр Стубб от правящей Коалиционной партии и бывший министр иностранных дел Пекка Хаависто от избирательного объединения и «Зелёных».
11 февраля 2024 прошёл второй тур, в котором победил Стубб, набравший 51,62 % голосов, и опередивший Хаависто менее чем на 100 тыс. голосов.

## Кандидаты
8 июня 2023 года министр иностранных дел Финляндии Пекка Хаависто выдвинул свою кандидатуру от партии «Зелёный союз». Ранее он баллотировался на должность президента в 2012 и 2018 годах, проиграв по результатам голосования Саули Ниинистё.
21 июня генеральный директор Банка Финляндии Олли Рен заявил о своём участии в президентских выборах.
7 июля «Истинные финны» выдвинули Юсси Халла-ахо.
3 августа объединение избирателей выдвинуло политолога Мику Аалтолу.
15 августа партия «Национальная коалиция» выдвинула кандидатом в президенты Александра Стубба.
24 августа «Христианские демократы» выдвинули Сари Эссайю.
15 октября «Левый союз» выдвинул Ли Андерссон.
2 декабря Социал-демократическая партия Финляндии выдвинула Ютту Урпилайнен.
Движение «Сейчас» выдвинуло Харри Харкимо.

## Результаты первого тура
Во второй тур, который состоялся 11 февраля, вышли бывший премьер Александр Стубб от правящей Коалиционной партии и бывший министр иностранных дел Пекка Хаависто от избирательного объединения и «Зелёных».
| Имя             | Число голосов | Доля голосов, % |
| --------------- | ------------- | --------------- |
| Ли Андерссон    | 158 328       | 4,88            |
| Олли Рен        | 496 518       | 15,32           |
| Харри Харкимо   | 17 013        | 0,52            |
| Юсси Халла-ахо  | 615 487       | 18,99           |
| Ютта Урпилайнен | 140 802       | 4,34            |
| Мика Аалтола    | 47 426        | 1,46            |
| Александр Стубб | 882 113       | 27,21           |
| Сари Эссайя     | 47 820        | 1,48            |
| Пекка Хаависто  | 836 357       | 25,80           |
| ИТОГО:          | 3 241 864     | 100,00          |

## Результаты второго тура
В соответствии с избирательным законодательством второй тур был организован во второе воскресенье после первого тура, то есть 11 февраля 2024 года. С 31 января по 6 февраля снова можно было проголосовать до выборов. Предвыборное голосование за рубежом длилось с 31 января по 3 февраля. Перед выборами проголосовали 46,4% избирателей, а в день выборов — 24,3%. За рубежом явка составила 16,5%.
| Кандидат                   | Кандидат                 | Политическая партия                       | Число голосов | Доля голосов, % |
| -------------------------- | ------------------------ | ----------------------------------------- | ------------- | --------------- |
|                            | Александр Стубб          | Национальная коалиция                     | 1 575 211     | 51,6            |
|                            | Пекка Хаависто           | избирательное объединение, «Зелёный союз» | 1 476 548     | 48,4            |
| Недействительных голосов   | Недействительных голосов | Недействительных голосов                  | 20 570        | 0,7             |
| Итого:                     | Итого:                   | Итого:                                    | 3 072 329     | 100,0           |
| Явка                       | Явка                     | Явка                                      | Явка          | 67,6            |
| Источник: Oikeusministeriö |                          |                                           |               |                 |